# Aleja Włókniarzy w Łodzi
Aleja Włókniarzy – jedna z głównych i najdłuższych ulic w Łodzi. Do czasu otwarcia 40-kilometrowego odcinka autostrady A1 (Łódź Północ – Tuszyn), stanowiącego jednocześnie wschodnią obwodnicę Łodzi, była częścią drogi krajowej nr 1 (E75). W związku z tym, od 1 lipca 2016 r. al. Włókniarzy znajduje się w ciągu drogi krajowej numer 91. Nieodłącznie jest również częścią trasy łączącej północ z południem Łodzi. Cała aleja jest dwujezdniowa, a na odcinku od al. Mickiewicza i al. ks. bpa Bandurskiego do ul. Limanowskiego (rondo Korfantego) pomiędzy jezdniami znajduje się wydzielone torowisko tramwajowe.
Aleja Włókniarzy zaczyna się od skrzyżowania z ulicą Zgierską na rondzie mjr. Alfreda Michała Biłyka, kończy na skrzyżowaniu z al. ks. bpa Władysława Bandurskiego i al. Adama Mickiewicza, w pobliżu dworca Łódź Kaliska. Środkowa część alei prowadzi estakadą ponad końcowym skrzyżowaniem, przechodząc w al. Jana Pawła II.
Aleja powstała w latach 70. XX wieku wzdłuż torów kolejowych od ul. Pabianickiej do ul. Zgierskiej. Wchłonęła na swoim przebiegu dawne ulice: Towarową, Nowo-Towarową i Letnią. Obowiązującą obecnie nazwę aleja otrzymała w 1977 r. 7 czerwca 2005 Rada Miejska podjęła decyzję o przemianowaniu części alei (od al. Mickiewicza i al. Bandurskiego przy dworcu Łódź Kaliska do ul. Pabianickiej) na aleję Jana Pawła II.
Przy alei Włókniarzy mieści się świątynia parafii Najświętszego Zbawiciela. W pobliżu skrzyżowania alei z ul. 6 sierpnia znajduje się stadion żużlowy Orła Łódź.